# Korydallos
Korydallos (in greco Κορυδαλλός?) è un comune della Grecia situato nella periferia dell'Attica (unità periferica del Pireo) con 70.710 abitanti secondo i dati del censimento 2001.